# Péter Hannich
Péter Hannich (Győr, 30 marzo 1957) è un ex calciatore ungherese, di ruolo centrocampista.

## Palmarès

### Club
- Campionato ungherese: 2

Gyori ETO: 1981-1982, 1982-1983

### Individuale
- Capocannoniere del campionato ungherese: 1

1981-1982 (22 gol)